# Monotoma gotzi
Monotoma gotzi är en skalbaggsart som beskrevs av Holzschuh och Lohse 1981. Monotoma gotzi ingår i släktet Monotoma, och familjen gråbaggar. Arten har ej påträffats i Sverige.